# اکبر خرمدین
اکبر خرّمدین (زادهٔ ۱۳۲۰ – درگذشتهٔ ۳۰ آبان ۱۴۰۰) قاتل زنجیره‌ای بود که در اواخر اردیبهشت سال ۱۴۰۰ به همراه همسرش ایران موسوی ثانی به اتهام قتل دو فرزند و دامادشان بازداشت و در بازجویی‌های اولیه به جرم خود اعتراف کردند. وی در زمان دستگیری ۸۰ سال سن داشت. او قرار بود محاکمه و طبق حکم دادگاه جمهوری اسلامی ایران از جرم قتل فرزندان به کمتر از ١٠ سال و از جرم قتل دامادش با رضایت اولیا دم، به حبس طولانی‌مدت محکوم شود اما قبل از محاکمه‌اش به‌دلیل ایست قلبی در زندان درگذشت.

## زندگی
اکبر خرّمدین  سالِ ۱۳۹۴ در مراسمی که به دلیل اکران فیلم بابک با نام سوگنامه‌ای برای یاشار در موزه سینمای ایران برگزار شد، او بر روی صحنه رفت و تنها از خودش گفت؛ از اینکه سرهنگ پیاده ستاد بوده و ۶۹ ماه در جبهه جنگ با عراق حضور داشته، دوبار شیمیایی شده و چهار بار ترکش خورده‌است. او همچنین گفت که ۱۷ سال از دوران ۳۰ ساله خدمتش را دور از خانواده‌اش بوده‌است.
وی همچنین گفته بود: «به نام خداوند آموزگار و به نام شهدای گلگون‌کفن جنگ هشت ساله و درود به شرافت آن شهدا که مملکت را حفظ کردند. من سرهنگ پیاده ستاد خرم‌دین هستم… ۳۰ سال خدمت کردم، ۶۹ ماه در مناطق عملیاتی بودم، دو مرتبه شیمیایی شدم و ۴ بار ترکش خوردم و خوشحالم که در مقابل مملکت انجام وظیفه کردم.»

## قتلِ بابک خرّمدین
بابک خرمدین متولد سال ۱۳۵۳ در تهران و دارای مدرک کارشناسی ارشد سینما از دانشکده هنرهای زیبا دانشگاه تهران و فارغ‌التحصیل ۱۳۸۸ بود. او در سال ۸۹ به‌عنوان دانشجو راهی لندن شد و پس از مدتی به ایران بازگشت.
بابک خرمدین در ۲۵ اردیبهشت ۱۴۰۰ به دست والدینش در شهرک اکباتان تهران به قتل رسید. در ۲۶ اردیبهشت و پس از آن‌که بخش‌هایی از جسد مثله شدهٔ او توسط یک کارگر شهرداری در شهرک اکباتان پیدا شد، پلیس پدر و مادر خرمدین را بازداشت کرد و آن‌ها به قتل فرزندشان اعتراف کردند.
در ۲۷ اردیبهشت اکبر خرمدین، پدرش اعتراف کرد که با همدستی همسرش مواد بیهوش کننده به فرزندشان خورانده‌اند و پس از بیهوشی او را به قتل رساندند و جسد را پس از مثله کردن در سطل زباله‌هایی در فاز ۳ اکباتان، آریاشهر و میدان صنعت رها کرده‌اند. اکبر خرمدین انگیزهٔ قتل پسرش را اذیت کردن‌ها و رفتار نامناسب مقتول با پدر و مادرش عنوان کرد.
همچنین در یک روایت تازه‌تر خانوادهٔ فرامرز (داماد اکبر خرمدین) ادعا کرده‌اند که اکبر بیماری سرطان پیشرفته دارد و به همین خاطر به دلیل ناامیدی از نزدیک بودن مرگش، تلاشی هم برای پنهان کردن بقایای جسد پسر خود (بابک) برخلاف دختر و داماد خود نکرده است.

## قتل داماد و دخترش
در ۲۹ اردیبهشت پدر و مادر خرمدین اعتراف کردند که دامادشان فرامرز و دخترشان آرزو را نیز به ترتیب در سال‌های ۱۳۹۰ و ۱۳۹۷ با همان روش به قتل رسانده‌اند، تکه‌تکه کرده‌اند و اجسادشان را در سطل زباله انداخته‌اند. آن‌ها دلیل قتل دامادشان را «مشکلات اخلاقی» و دلیل قتل دخترشان را «مصرف مشروبات الکلی و مواد مخدر و ارتباط با افراد غریبه» عنوان کردند. به گفتهٔ مقامات، یک روانپزشک سلامت روانی این دو نفر را تأیید کرده‌است. رئیس دفتر آسیب‌دیدگان اجتماعی بهزیستی در این ارتباط گفت: «سالم بودن در پرونده‌های این‌چنینی به معنی این نیست که افراد از نظر روانی سالم هستند، بلکه به زبان جرم و جنایت منظور این است که جنون ندارند و مسئول رفتار خود می‌باشند، اما حتماً دچار اختلالات خاصی هستند.»

## مراحل دادرسی
پس از پیدا شدن بخشی از یک جسد مثله شده در شهرک اکباتان، پلیس جنایی از روی اثر انگشت جسد بابک خرمدین را شناسایی کرده و پس از بررسی فیلم‌های ثبت شده در دوربین‌های مدار بسته، پدر و مادر این کارگردان دستگیر شده و به قتل اعتراف کردند. آن دو همچنین در جریان بازپرسی اقرار کرد که داماد و دخترشان را نیز  به ترتیب در سال‌های ۹۰ و ۹۷ به قتل رسانده‌است.
در همین حال محمد شهریاری، سرپرست دادسرای امور جنایی تهران، گفت که اکبر خرمدین گفته فرامرز، شوهر دخترش آرزو، «مشکلات اخلاقی داشته و او را به همان شیوه قتل بابک، در سال ۹۰ به قتل رسانده و جسدش را به خارج از خانه منتقل کرده و در سطل زباله انداخته‌است.»
اکبر خرمدین و ایران موسوی اعلام کرده‌اند دخترشان آرزو را نیز در سال ۹۷ «به دلیل مصرف مشروبات الکلی و مواد مخدر و ارتباط با افراد غریبه به همان شیوه قتل بابک، به قتل رسانده‌اند.»
یکی از بستگان خانواده خرمدین که نخواست نامش فاش شود، به ایران اینترنشنال گفت که آخرین بار در تیر و مرداد سال ۹۷ آرزو را دیده و پس از آن مادرش گفته که آرزو به ترکیه رفته و سپس به کانادا پناهنده شده‌است.
به گفته او، آرزو سال ۸۹ با فرامرز ازدواج کرده بود، اما بعدها گفتند از فرامرز خبری نیست. سرپرست دادسرای امور جنایی تهران گفت که آرزو پیش از ازدواج با فرامرز یک بار دیگر ازدواج کرده و سال ۸۸ از همسرش جدا شده بود.
به گفته شهریاری، افشین و آذر دیگر فرزندان این خانواده و از بابک و آرزو کوچک‌ترند. او افزود: «پدر بابک خرمدین بیشتر تفکرات ملی دارد تا مذهبی و حتی به خاطر تعلق خاطر به بابک خرمدین شخصیت تاریخی ایرانیان، نام خانوادگی خود را عوض کرده بود. او همچنین می‌گوید که حق داشته بابک را به خاطر فساد اخلاقی‌اش به قتل برساند و اعتقاد دارد که آدم باید پاک باشد.»
اکبر خرمدین گفته‌است: «پسرم مجرد بود. به خاطر اختلافاتی که داشتیم صبح یک‌شنبه او را با خوراندن مواد بیهوشی، بیهوش کردم و سپس با ضربات چاقو به قتل رساندم و برای خارج کردن جسدش از خانه، آن را تکه‌تکه کردم و در نزدیک‌ترین سطل آشغال خیابان انداختم.»
حسین رحیمی، فرمانده نیروی انتظامی تهران بزرگ، نیز گفت که پدر و مادر بابک خرمدین بعد از قتل داماد و دخترشان، ادعا می‌کردند داماد و دخترشان در خارج از کشور زندگی می‌کنند در صورتی که آنها را در داخل کشور به قتل رسانده بودند.
اکبر خرمدین پیشتر دربارهٔ دلیل قتل بابک نیز گفته بود: «بابک از ۵ یا ۶ سال قبل ناگهان تغییر رویه و رفتار داد و عقاید متفاوتش رو شد. از کارهایش خسته شده بودم. من و مادرش را خیلی اذیت می‌کرد. افکارش با ما مطابقت نداشت. حرف‌هایی می‌زد که اصلاً با اصول من یکی نبود.»
او که دارای گرایش‌های عرب‌ستیزانه است در پاسخ به این سؤال که این همه شخصیت‌های تاریخی چرا به سمت بابک خرمدین رفتید؟ گفت: «بخاطر اینکه ضد عرب بود. به دلیل اینکه عرب‌ها آن موقع در ایران بودند و ۲۷۰ سال بر ما حکومت کردند. نهضت از زمان ابومسلم شروع شد. نهضت ابومسلم پنج سال بود. نهضت بابک ۲۲ سال بود. بابک ۲۲ سال با اعراب جنگید و این سبب شد که توانستیم اعراب را از ایران پاک و مقدس بیرون کنیم.» وی اضافه کرد: «من ائمه اطهار را می‌پرستم، دوستشان دارم و پیرو مکتب علی و محمد هستم. به خاطر همین، حضرت علی می‌گوید بهترین سرمایه یک انسان فرزند نیک است منتها فرزندان من ۱۷ سال زمانی که دانشگاه رفتند بالاسرشان نبودم.»

## تجاوز به آرزو خرمدین
محمدجواد شفیعی، بازپرس شعبه پنجم دادسرای جنایی تهران دربارهٔ این پرونده گفت: «شاهد هستیم که برخی افراد و حتی بازیگران اظهارنظرهای شخصی و غیرمسؤولانه‌ای را در فضای مجازی منتشر می‌کنند بی‌آن که اسناد و مدارکی ارائه کنند، موضوعاتی را به مقتولان و عاملان جنایت نسبت می‌دهند که هنوز برای دستگاه قضا به اثبات نرسیده و حتی تصاویری را در فضای مجازی منتشر می‌کنند که مورد تایید در ارتباط با این پرونده نیست. مردم و هنرمندان از گمانه‌زنی‌ها و گفته‌های غیرمسؤولانه در ارتباط با این پرونده خودداری کنند، چراکه مرجع قضایی با آن‌ها به دلیل اظهارنظرهای غیرمسؤولانه برخورد قانونی خواهد کرد. اگر فرد یا افرادی در ارتباط با این پرونده اطلاعاتی مربوط به مقتولان یا عامل جنایت و همدستش دارند، باید به مرجع قضایی یا پلیس اطلاع دهند تا اطلاعات محرمانه آن‌ها بررسی شود و صحت و رد موضوع مشخص شود و پرونده به نتایج مناسب برسد، نه این که بدون بررسی موضوع، آن را در فضای مجازی منتشر کنند و به آبروی خانواده‌ها آسیب برسانند.» اظهارات اتهام زنندگان در متن زیر توسط بازپرس پرونده تکذیب شده‌است و غیر قانونی اعلام شده‌است.
اتهام تجاوز به آرزو خرمدین اولین بار توسط دوست صمیمی آرزو خرمدین مطرح شد. هر دو دوست ساکن شهرک اکباتان و از کودکی با او همکلاسی بوده‌اند و تا زمان قتل  این دوستی ادامه داشته‌است. گفت: «نه در دوره مدرسه، وقتی بزرگ‌تر شدیم، یک روز؛ مقابلم نشست و گفت: "می‌خواهم رازی به تو بگویم که اگر نگویم، نگفتنش خفه‌ام می‌کند" و گفت: " کودک که بودم، هشت ساله، پدرم… م. " به مادرم گفتم. مادر گفت" ساکت باش و هیچ چیزی به هیچ کسی نگو…" مادرم که از خانه خارج می‌شد، پدر و من که تنها می‌ماندیم…" آرزو در تمام سال‌های دوستی‌مان تنها سه بار این داستان را تعریف کرد و هر مرتبه می‌لرزید.»
لیلا اوتادی در یک پست اینستاگرامی نوشت: «پدر با همکاری مادر به دختر تجاوز می‌کرد و خبر‌ها حاکی‌ست دعوای شب قبل از مرگ بابک نیز بر سر تعرض پدر به یکی از دانشجویان دختر مراجعه کننده به خانه آن‌ها بوده؛ و جالب که پدر دم از فساد اخلاقی بچه‌هایش می‌زند.»
دختر دیگر خانواده خرمدین در مورد اتهام تجاوز گفت: «من نمی‌دانم افرادی که اظهارنظرهای بی‌مورد می‌کنند چرا به فکر آبروی افراد نیستند. خواهش می‌کنم با آبروی ما بازی نکنید. خواهرم به هیچ عنوان درخصوص این که پدرم او را آزار می‌داده صحبتی با من که خواهرش بودم نکرده بود و من واقعا اطلاعی در این خصوص ندارم. بعید می‌دانم چنین موضوعی صحت داشته باشد.» اکبر خرمدین در جریان اعتراف‌های خود گفته است که در صورت آزادی از زندان دو فرزند دیگر خود را نیز به قتل می‌رساند. هیچ کس مفقود شدن لیلا خرمدین را اعلام نکرده است.
ایران موسوی ثانی، مادر بابک خرمدین، پس از دستگیر شدن گفت: «از مرگ بچه‌هایم اصلا ناراحت نیستم. من با شوهرم دوتایی تصمیم به قتل می‌گرفتیم و شوهرم بسیار خوب و خوش‌رفتار است و بابک خرمدین او را کتک می زده‌است و کارهایی می کرده‌است که شرم دارد بگوید و تصمیم به تسلیم کردن خودمان بعد قتل بابک خرمدین داشتیم که دستگیر شدیم» و در برابر سوال مخفی کردن قتل‌های قبلی جواب داد که «نگفتیم دیگه!»

### تأیید اتهام تجاوز توسط ایران موسوی
چند هفته بعد از اظهارات اولیه ایران موسوی، همسر اکبر خرمدین، در ۷ تیر ۱۴۰۰ یک فایل صوتی از داخل زندان از وی منتشر شد. ایران موسوی در این فایل صوتی برخلاف سخنان اولیه‌اش مدعی تجاوز جنسی اکبر خرمدین به دخترشان، آرزو شد. او در این فایل صوتی تاکید کرد که به زور با این مرد ازدواج کرده و بارها قربانی خشونت و تجاوز از سوی او شده است.

## واکنش‌ها
پس از انتشار اخبار قتل‌های اکبر خرمدین، شوخی‌هایی در توئیتر راجع‌به پدرومادر دست‌به‌دست شد.

## مرگ
اکبر خرمدین در تاریخ ۳۰ آبان ۱۴۰۰ در زندان رجایی‌شهر به دلیل ایست قلبی درگذشت.